# Heinrich Oelerich
Heinrich Oelerich (Hamm, 5 febbraio 1877 – Frisinga, 23 marzo 1953) è stato un aviatore e ingegnere aeronautico tedesco.

## Biografia
Entra nel mondo del lavoro dopo aver fatto apprendistato nel campo della motoristica, rimanendo affascinato dall'aviazione che si stava sviluppando negli anni della sua giovinezza.

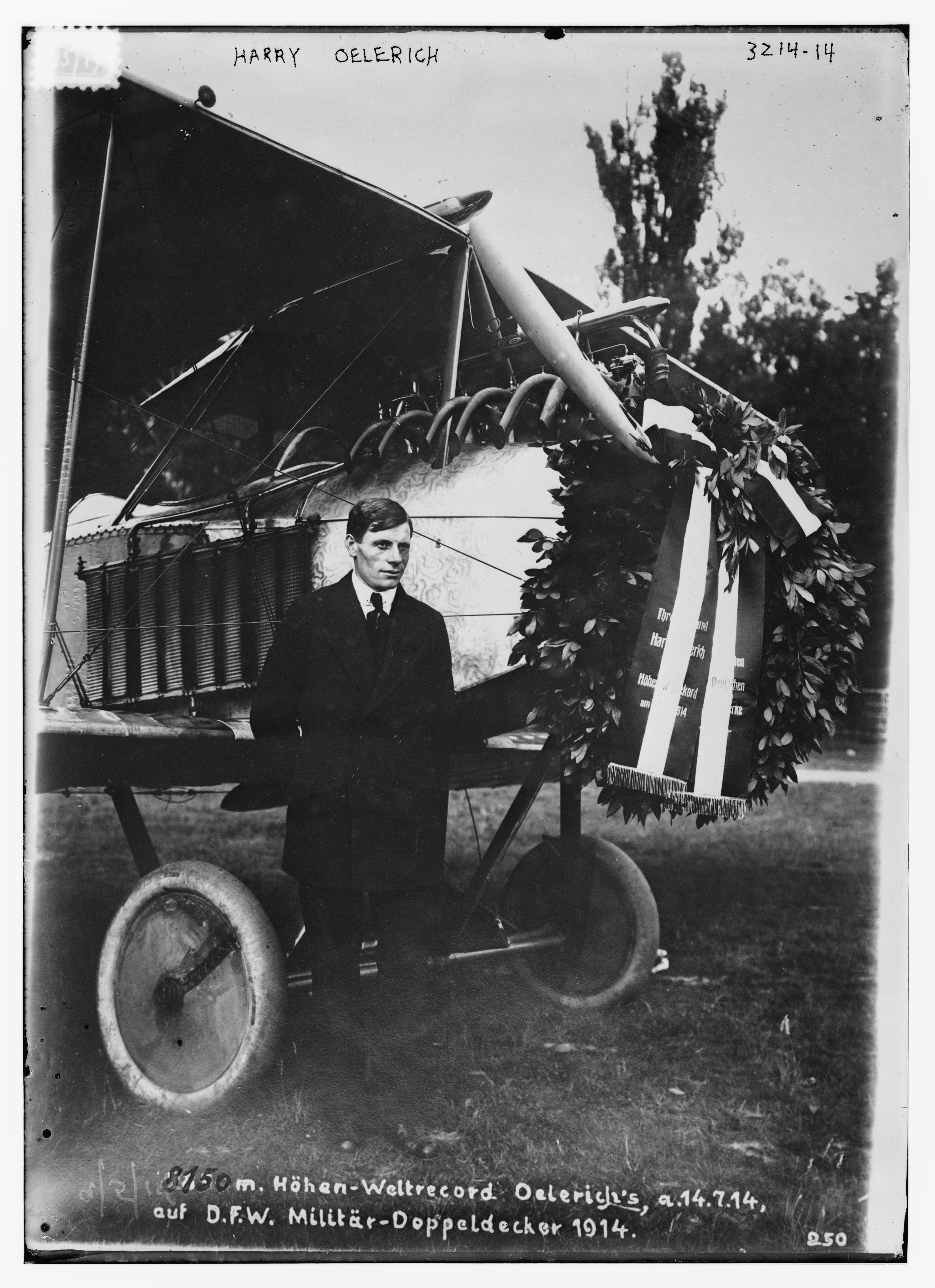

Si iscrive ad una scuola di volo a Berlino-Johannisthal dove, il 21 ottobre 1910, riesce a conseguire il brevetto di pilota, il Nr. 37 concesso nell'Impero tedesco, e con il quale intraprende una serie di voli panoramici in Inghilterra, Francia, Portogallo ed America del Sud.
In seguito accetta l'incarico di pilota collaudatore alla Deutsche Flugzeugwerke (DFW) di Lindenthal dove compì numerosi voli ottenendo nel contempo alcuni primati. Il 5 luglio 1912, alzatosi in volo trasportando due passeggeri dall'Aeroporto di Lipsia-Halle, riuscì ad ottenere un record di durata rimanendo in volo per 2 ore e 41 minuti , record migliorato l'8 luglio 1913 quando riuscì a volare per 6 h e 8 min, inoltre stabilì un record di altezza massima raggiunta il 14 luglio 1914 quando ai comandi di un DFW MD 14 (B.I) riuscì a raggiungere la quota di 8 000 m.
Durante la prima guerra mondiale era a capo dei piloti collaudatori della DFW, diventando in seguito un collaboratore nella progettazione e costruzione dei modelli dell'azienda tedesca. Collaborò con Hermann Dorner alla costruzione dei DFW B-Typ e del DFW C.V, collaborando più profondamente in seguito allo sviluppo degli R-Typ (Riesen-Flugzeuge), i bombardieri giganti. Fu durante i voli di collaudi di uno di questi, lo Zeppelin-Staaken R.XV, che rimase coinvolto nell'incidente che distrusse il velivolo e dove pur non perdendo la vita rimase paralizzato.
Al termine del conflitto trovò impiego presso un'officina di riparazione a Lipsia dove lavorò fino a che, durante la seconda guerra mondiale, un bombardamento alleato non la distrusse costringendolo a trasferirsi a Frisinga e dove rimarrà fino alla sua morte.